# Wang Liping (compositeur)
Pour les articles homonymes, voir Wang Liping.
Wang Liping (chinois : 王立平 ; pinyin : wáng lìpíng), né le 5 août 1941 à Changchun, province de Jilin, alors dans le Mandchoukouo, état fantoche lors de l'occupation japonaise, actuellement en République populaire de Chine, est un compositeur chinois.
Il est notamment connu pour la bande originale de l'adaptation en feuilleton télévisé du roman, « Le Rêve dans le pavillon rouge », 《大海啊，故乡》(Ah, Grande mer, terre natale), apprise par tous les enfants, ou encore du film, « Le Temple de Shaolin » (1982, de Chang Hsin Yen (zh), avec Jet Li),.

## Biographie
Il naît le 5 août 1941 à Changchun.
En novembre 1954, il entre au Conservatoire central de musique, où il étudie le piano. En 1965, il y termine ses études en composition.
En 1984, il part à Tianjin, où il travaille pendant quatre ans et demi à la ferme gegu bayi (葛沽八一农场, gégū bāyī nóngchǎng).

## Œuvre

### Musiques de film
- 1979 : 戴手铐的旅客 (zh) de Yu Yang (zh).
- 1982 : Le Temple de Shaolin[2] de Chang Hsin Yen (zh) avec Jet Li.
- 1988 : Camp 731 de Mou Tun-fei.
- 1993 : Les Femmes du lac des âmes parfumées de Fei Xie.

### Chansons
- 《太阳岛上》(sur l'île du soleil)
- 《浪花里飞出欢乐的歌》
- 《驼铃》(la clochette du chameau)
- 《少林寺》(« Le Temple Shaolin » pour le film homonyme)
- 《牧羊曲》(classique du pasteur, chanté dans le filme, « Le Temple Shaolin »)
- 《大海啊，故乡》(Ah, Grande mer, terre natale), chanson apprise par tous les enfants en Chine.
- 《太行颂》
- 《飞吧，鸽子》
- 《大连好》(bon Dalian)
- 《江河万古流》
- 《红叶情》
- 《枉凝眉》
- 《红豆曲》(classique du haricot rouge)
- 《葬花吟》(récitation, des fleurs de l'enterrement), dans Le rêve du pavillon rouge
- 《说聊斋》

### Vidéographie
- (zh) « 20170622 人物 著名音乐家 王立平（上） », sur Chaîne Youtube de CCTV科教 (partie 1/2)
- (zh) « 20170623 人物 著名音乐家 王立平（下） », sur Chaîne Youtube de CCTV科教 (partie 2/2)